# 帕特里夏·埃雷拉
帕特里夏·埃雷拉（西班牙語：Patricia Herrera，1993年2月9日—），西班牙女子水球运动员。她曾代表西班牙国家队参加2016年夏季奥林匹克运动会女子水球比赛，获得第五名。